# Songs from the Wood
Songs from the Wood är ett musikalbum av den brittiska gruppen Jethro Tull, utgivet 1977. Det var det första av tre folkrock-album som gruppen gjorde. (De kommande två i samma genre var Heavy Horses och Stormwatch). Albumet toppade som nummer 8 på Billboard-listan, vilket också innebar bandets sista topp-tio-albumplacering till dags dato. 

## Låtlista
Sida 1
1. "Songs From The Wood" – 4:52
2. "Jack-In-The-Green" – 2:27
3. "Cup Of Wonder" – 4:30
4. "Hunting Girl" – 5:11
5. "Ring Out, Solstice Bells" – 3:43

Sida 2
1. "Velvet Green" – 6:03
2. "The Whistler" – 3:30
3. "Pibroch (Cap In Hand)" – 8:35
4. "Fire At Midnight" – 2:26

Bonusspår på nyutgåvan från 2003
- "Beltane" – 5:19
- "Velvet Green" (Live) – 5:56

- Samtliga låtar skrivna av  Ian Anderson.

## Medverkande
Jethro Tull
- Ian Anderson – sång, flöjt, akustisk gitarr, mandolin, cymbaler, tin whistle
- Martin Barre – elektrisk gitarr, luta
- John Glascock – bakgrundssång, basgitarr
- John Evan – piano, orgel, synthesizer
- Dee Palmer – piano, portativ pipeorgel, synthesizer
- Barriemore Barlow – trummor, percussion, marimba, glockenspiel

Produktion
- Ian Anderson – musikproducent
- Robin Black – ljudtekniker
- Thing Moss, Trevor White – assisterande ljudtekniker
- Jay L. Lee – omslagskonst
- Shirt Sleeve Studio – omslagsdesign

## Listplaceringar
| Lista (1977)   | Position          |
| -------------- | ----------------- |
| Danmark        | 8 (DR "Top 20")   |
| Kanada         | 1 (RPM)           |
| Nederländerna  | 20                |
| Norge          | 8 (VG-lista)      |
| Storbritannien | 13                |
| Sverige        | 22 (Topplistan)   |
| USA            | 8 (Billboard 200) |
| Västtyskland   | 10                |
| Österrike      | 23                |